# 托马斯·纳斯特

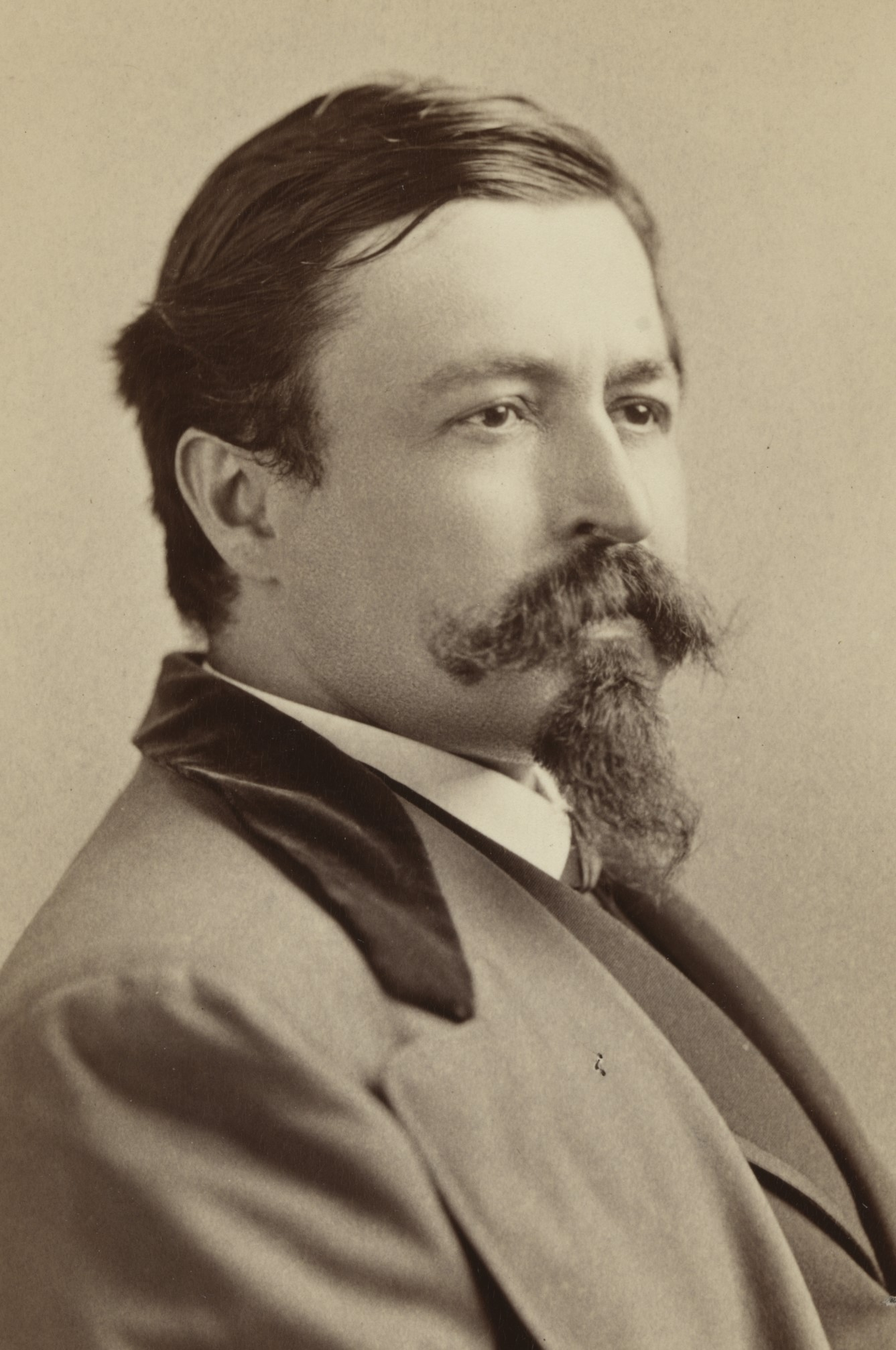
托马斯·纳斯特

托马斯·纳斯特（1840年9月26日 – 1902年12月7日）是一位德国出生的美国漫画家。現今在各大刊物和電視上看到的圣诞老人的形象就是由纳斯特基于圣尼古拉的形象創作的，共和黨和民主黨的通用形象（大象和驢子）也是由纳斯特創作和發揚的。在政治上，他反對威廉·特威德。